# Raphael Viana
Raphael Pereira Viana (ur. 16 grudnia 1983 roku w Barra Mansa, w stanie Rio de Janeiro) – brazylijski aktor teatralny, filmowy i telewizyjny.
Uczęszczał do college'u im. Marii do Céu w Barra Mansa. W wieku 15 lat, z inicjatywy rodziców, którzy chcieli, aby zmniejszyć jego nieśmiałość, zaczął uczyć się aktorstwa. Po rozpoczęciu kursu, występował w Centro de Artes w Laranjeiras. Uczestniczył w warsztatach aktorskich zorganizowanych przez Rede Globo i rozpoczął kurs sztuk teatralny na uniwersytecie w Rio. W 2005 roku związał się z Companhia de Teatro Íntimo.

## Wybrana filmografia

### telewizja
- 2006: Bicho do Mato jako Iru
- 2008: Dylematy Ireny' (Dilemas de Irene) jako Beto
- 2008: Obóz letni (Acampamento de Férias) jako Monitor
- 2010: Pasja (Passíone) jako miłośnik Esteli
- 2010: Araguaia jako Frederico Martinez
- 2011: Ukąszenia i baty (Morde & Assopra) jako Tadeu Ferreira
- 2012: Miłość, wieczna miłość (Amor Eterno Amor) jako Josué
- 2013: Kwiat z Karaibów (Flor do Caribe) jako Hélio Silva

### filmy fabularne
- 2008: Przegrany fach (Delicadeza Perdida) jako
- 2008: Wynajęty chłopak (Garoto de Aluguel)
- 2009: Arélia